# 云南省科学技术协会
云南省科学技术协会，简称云南省科协，是中华人民共和国云南省科学技术工作者组成的专业性人民团体，是中国科学技术协会的地方组织，受中国共产党云南省委员会的领导。